# IC 1409
IC 1409 ist eine Balken-Spiralgalaxie vom Hubble-Typ SBb im Sternbild Wassermann auf der Ekliptik. Sie ist schätzungsweise 467 Millionen Lichtjahre von der Milchstraße entfernt und hat einen Durchmesser von etwa 70.000 Lichtjahren. 
Das Objekt wurde am 17. September 1892 von Stéphane Javelle entdeckt.